# Niedziele w Avray
Niedziele w Avray (fr. Les dimanches de ville d’Avray) – francuski film z 1962 roku w reżyserii Serge’a Bourguignona.
W 1962 film stał się oficjalnym francuskim kandydatem do rywalizacji o 34. rozdanie Oscara w kategorii najlepszego filmu nieanglojęzycznego. Ostatecznie obraz wygrał nominacje i otrzymał Oscara.